# Ubi periculum
Ubi periculum (en français : Où le danger...) est une bulle promulguée par le pape Grégoire X lors du deuxième concile de Lyon le 7 juillet 1274. Elle établit le conclave comme méthode d'élection d'un pape. Ce dernier formalise les tactiques adoptées par les magistrats dominicains de Viterbe contre les cardinaux dans la très longue élection pontificale de 1268-1271, qui conduisit à l'élection de Grégoire X.

## Histoire et description
Certains historiens ont suggéré que le passé non-cardinal de Grégoire X avant son élection le poussent à adopter une telle politique pour diminuer l'emprise du Collège des cardinaux. Le but de la bulle Ubi periculum est de limiter les manœuvres stratégiques lors de l'élection papale pour en réduire la durée, réduisant ainsi le nombre de schismes et d'élections contestées. Elle copie par ailleurs les procédures d'élections de la constitution des Dominicains de 1228, comme celles des communes de Venise (1229) et de Plaisance (1233).
Les nouvelles règles de l'élection limitent à un le nombre de servants de chaque cardinal, ou deux en cas d'extrême nécessité, les empêche de partir ou de communiquer avec le monde extérieur puisqu'ils sont enfermés à clef dans une pièce fermée, d'où le nom "Conclave" venant de cum clave en latin signifiant "avec une clef". Cette bulle limite leur menu progressivement les quatrième et neuvième jours. Ces règles seront régulièrement contournées et parfois complètement transgressées dans les conclaves des siècles suivants.
Bien que la première élection, suivant la bulle Ubi periculum, observe ses règles et ne prend qu'une seule journée, son application sera suspendue et les élections de 1277, 1280-81, 1287-1288 et 1292-1294 seront particulièrement longues, jusqu'à ce que le Pape Célestin V (un autre élu n'appartenant pas au collège des cardinaux) ré-institue la loi du conclave. Elle est toujours en vigueur de nos jours.